# Komarowce
Komarowce (ukr. Комарівці) – wieś na Ukrainie, w obwodzie winnickim, w rejonie barskim.